# Иванов, Вячеслав Владимирович
Вячесла́в Влади́мирович Ивано́в (18 мая 1955 года, Москва — 6 июня 2012 года, Москва) — советский и российский актёр театра, кино, эстрады, театральный педагог.

## Биография
Вячеслав Владимирович Иванов родился 18 мая 1955 года в Москве. В 1973—1977 годах учился в Щукинском училище (курс Анатолия Борисова). В 1977—1979 годах служил в Центральном театре Советской армии. Позже работал монтировщиком в театре на Таганке, а затем артистом Костромской филармонии и актёром и режиссёром детской секции Москонцерта. Был автором инсценировок и режиссёром многих эстрадных спектаклей («Хоп и Хлоп», «Школа волшебников», «Вечера на хуторе близ Диканьки», «Приключения Чипполино», «Сказка о поющем поросёнке» и др.)
Вячеслав Иванов был одним из создателей театра-студии «Версия — ТЗ», организовал студенческий театр в ДК Московского авиационного института (спектакли «Люди, звери и бананы», «Варфоломеевский приговор», «Сказ про Федота-стрельца» и другие).
В 2004—2012 годах играл в театре имени Вахтангова (приглашённый артист).
С 2004 года преподавал на кафедре мастерства актёра Щукинского училища.
В конце мая 2012 года Вячеслав Иванов получил смертельные травмы на автостоянке на Хорошёвском шоссе, 96, когда проверял спиннинг и случайно зацепил высоковольтную линию. Актёр получил ожоги 90 % поверхности тела. Он был госпитализирован в Городскую клиническую больницу № 36, скончался через 12 дней 6 июня 2012 года, не приходя в сознание.
Прощание с актёром состоялось 9 июня в Театральном училище имени Бориса Щукина, отпевание прошло в храме Успения Пресвятой Богородицы в Гончарах. Актёр похоронен на Калитниковском кладбище в Москве.

### Семья
Брат — Владимир Владимирович Иванов, актёр и режиссёр, заслуженный артист России. 
Дочь — Иванова Варвара Вячеславовна, актриса

## Театральные работы
- «До третьих петухов» (Василий Шукшин)

### Театр им. Е. Вахтангова
- «Мадемуазель Нитуш» — конвойный
- «Правдивейшая история одного квартала» — полицейский Тито Рольф
- «Царская охота» — Ферапонт Фомич

## Фильмография

### Актёр
1. 1992 — Бег по солнечной стороне — шулер с лотереей в парке
2. 2005 — Солнце (Италия, Россия, Франция, Швейцария) — эпизод
3. 2007 — Срочно в номер — бомж
4. 2009 — Бумеранг из прошлого — Иван, работник лесопилки
5. 2009 — Исаев («Бриллианты для диктатуры пролетариата») — Карпов
6. 2009 — Я — эпизод
7. 2010 — Гаражи (12-я серия «Несчастливый номер») — покупатель
8. 2011 — Лесник (фильм 3 «Охота») — Ворон, браконьер
9. 2012 — Метро — эпизод

### Режиссёр
1. 2009 — Золотой автомобиль

### Сценарист
1. 2009 — Золотой автомобиль